# Forma (botánica)
En botánica, la forma es una categoría taxonómica que representa una modificación ocasional de la especie, asociada o no a la distribución geográfica. La modificación puede ser de un solo carácter, o de varios caracteres ligados. Esta categoría taxonómica se nombra por la palabra 'forma' o su abreviatura (f.).
Por ejemplo, las plantas de Cistus ladanifer, Tuberaria guttata y Halimium halimifolium con manchas purpúreas en la base de los pétalos se consideran formas de sus respectivas especies.